# Herve Aknin
Hervé Aknin (16 de junio de 1961) es un cantante de origen argelino, conocido principalmente por ser parte de Magma desde el año 2008. Su registro vocal es barítono.
Actualmente vive en el sur de Francia en Montpellier

## Inicios
Hervé comenzó a escuchar a las grandes bandas de rock como Deep Purple, Led Zeppelin o Queen cuando tenía 15 años. A los 17 comenzó a aprender lo básico de la guitarra y a componer junto a su hermano quien escribía las letras.
Con el tiempo se interesó profundamente en el rock progresivo y el jazz, y así fue como llegó a escuchar Magma por primera vez.
En la década de 1980 comenzó a cantar en varias bandas de rock como Gandalf y Futuo. En 1985 ingresó a un conservatorio al que asistió solo dos años y luego comenzó a estudiar con prestigiosos profesores como Jean-Pierre Blivet (el maestro de Natalie Dessay) y Yva Barthelemy.  En paralelo a sus estudios empezó a cantar en varios ensambles de jazz.

## Con Magma y otros proyectos
En los años 90 participó en la creación del grupo vocal Les Grandes Gueules, se unió al grupo clásico The Quintet of Art y grabó un disco a capella con los Fêlés du vocal . En 2002 fundó el grupo bocal Elull Noomi y lanzaron su primer álbum en 2007.
En el año 2008 ingresó a la legendaria banda francesa Magma.